# Boninské ostrovy
Boninské ostrovy popř. Ostrovy Ogasawara (japonsky: 小笠原諸島, Ogasawara-šotó) jsou souostrovím více než 30 subtropických ostrovů asi 1 000 km na jih od Tokia, Japonsko. Administrativně jsou součástí prefektury Tokio. Ostrovy jsou také známé pod názvem Boninské ostrovy a jejich nejjižnější, neobydlená část také jako Vulkánové ostrovy. O 700 km dále na jih leží ostrov Okino Torišima a 1 900 km na východ ostrov Minami Torišima. Tyto dva odlehlé ostrovy nejsou geograficky součástí souostroví Ogasawara, ale náleží k němu administrativně. Celková rozloha ostrovů je 84 km².
Jedinými obydlenými ostrovy jsou Čičidžima (父島) a Hahadžima (母島).

## Skupiny ostrovů
Ostrovy Ogasawara se skládají ze čtyř podskupin, včetně Vulkánových ostrovů. Uvedeny jsou i nejdůležitější ostrovy:
- Mukodžima (聟島列島 Mukodžima Rettó)
  - Mukodžima (聟島, doslova: Ženichův ostrov)
  - Jomedžima (嫁島, doslova: Nevěstin ostrov)
  - Kitanodžima (北ノ島, doslova: Severní ostrov)
- Čičidžima (父島列島 Čičidžima Rettó)
  - Čičidžima (父島, doslova: Otcův ostrov),
  - Anidžima (兄島, doslova: Ostrov staršího bratra)
  - Otótodžima (弟島, doslova: Ostrov mladšího bratra)
- Hahadžima (母島列島 Hahadžima Rettó)
  - Hahadžima (母島, doslova: Matčin ostrov)
  - Anedžima (姉島, doslova: Ostrov starší sestry)
  - Imótodžima (妹島, doslova: Ostrov mladší sestry)
- Vulkánové ostrovy (火山列島 Kazan Rettó)
  - Kita Iódžima (北硫黄島 Kitaiódžima, doslova: Severní ostrov síry)
  - Iwodžima (硫黄島 Iódžima, doslova: Ostrov síry)
  - Minami Iódžima (南硫黄島 Minamiiódžima, doslova: Jižní ostrov síry)
- Jeden izolovaný ostrov, západně od Skupiny Hahadžima a severně od Vulkánových ostrovů:
  - Nišino šima (西之島, doslova: Západní ostrov, také: Ostrov Rosario)
- Vzdálené izolované ostrovy, nikoliv geograficky, ale administrativně součást souostroví Ogasawara
  - Okino Torišima (沖ノ鳥島, doslova: Vzdálený ptačí ostrov)
  - Minami Torišima (南鳥島, doslova: Jižní ptačí ostrov)

## Historie
Na ostrovech jsou archeologické nálezy nástrojů prokazující prehistorické osídlení. V novodobé historii je jako nejstarší zaznamenána návštěva španělského mořeplavce Bernarda de la Torre, který zde přistál roku 1543 a zjistil, že ostrovy nejsou obydleny. Japonci je objevili až r. 1670 a vyhlásili nad nimi svoji suverenitu. V té době je nazývali Bunindžima (無人島), zatímco Evropané je znali pod španělským názvem Arcibiskupské ostrovy (Islas del Arzobispo).
V r. 1827 vyhlásila nad ostrovy svoji suverenitu Velká Británie. V roce 1830 se zde vylodil Američan Nathaniel Savory a založil zde první osadu, ve které žilo 30 obyvatel převážně původem z Havaje, ale i Evropané. Roku 1846 sem přišli další osadníci. V roce 1853 připlul k ostrovům komodor Matthew C. Perry, za 50 $ ostrovy od Nathaniela Savoryho zakoupil a jmenoval ho guvernérem americké kolonie Peel Island, kterou tímto zřídil.
Ovšem v 1862 vyhlásilo nad ostrovy suverenitu Japonsko a vyslalo sem 38 osadníků. Ostrovy přešly pod správu japonského ministerstva vnitra a původní osadníci obdrželi roku 1882 japonské občanství. Počátkem období Šówa bylo postavení obyvatel poníženo na neurčité a během druhé světové války jich byla většina odsunuta do Japonska. Významná byla bitva o Iwodžimu, kterou v roce 1945 Američané dobyli po úporných bojích a získali zde strategické letiště pro bombardování japonských ostrovů. Po válce byly ostrovy pod americkou správou, přičemž z nich byli vystěhováni všichni obyvatelé, kteří neprokázali americký, evropský, mikronéský nebo polynéský původ. Ostrovy byly navráceny Japonsku 5. dubna 1968.

## Galerie

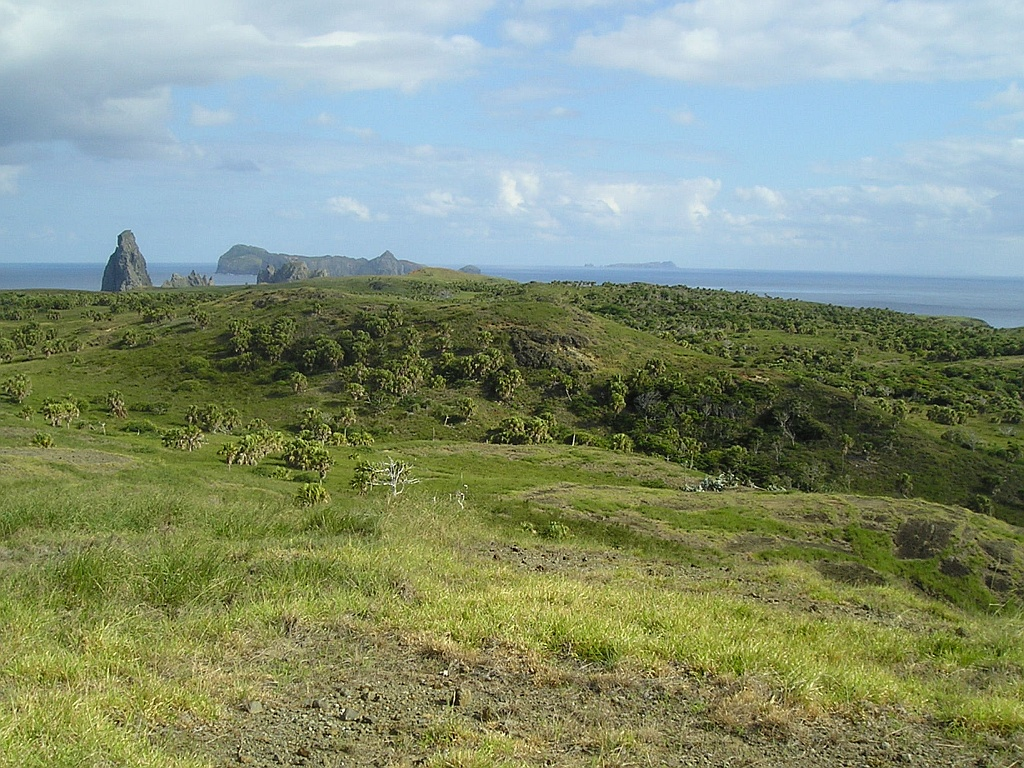
Mukodžima
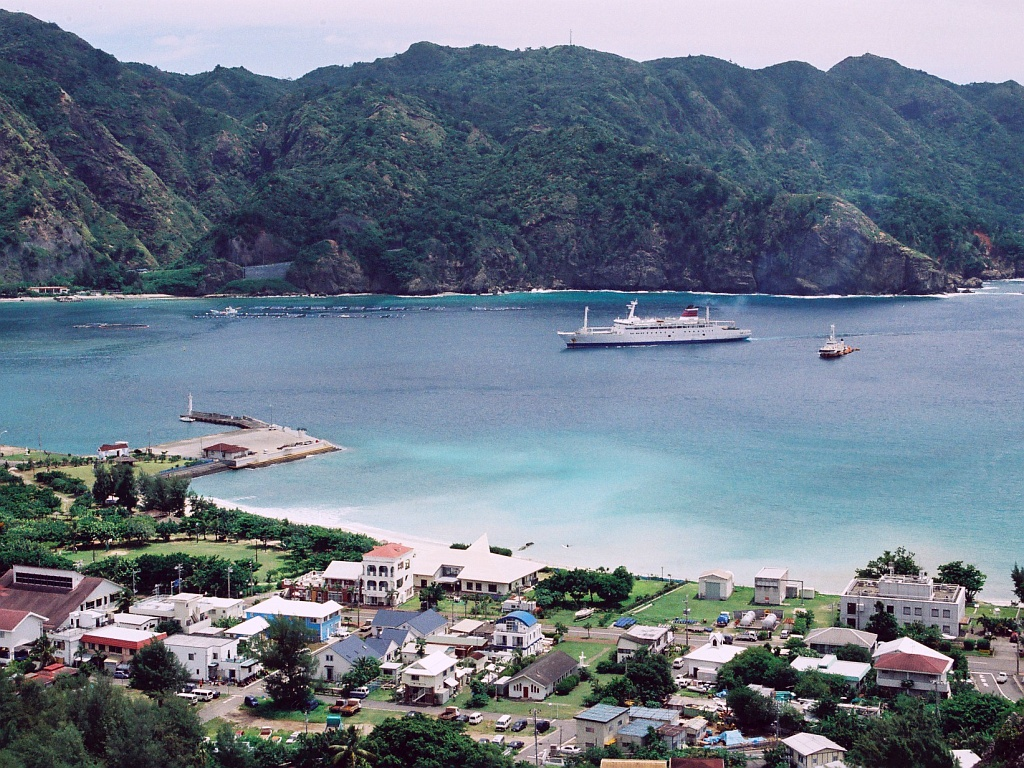
Přístav Futari na Čičidžimě
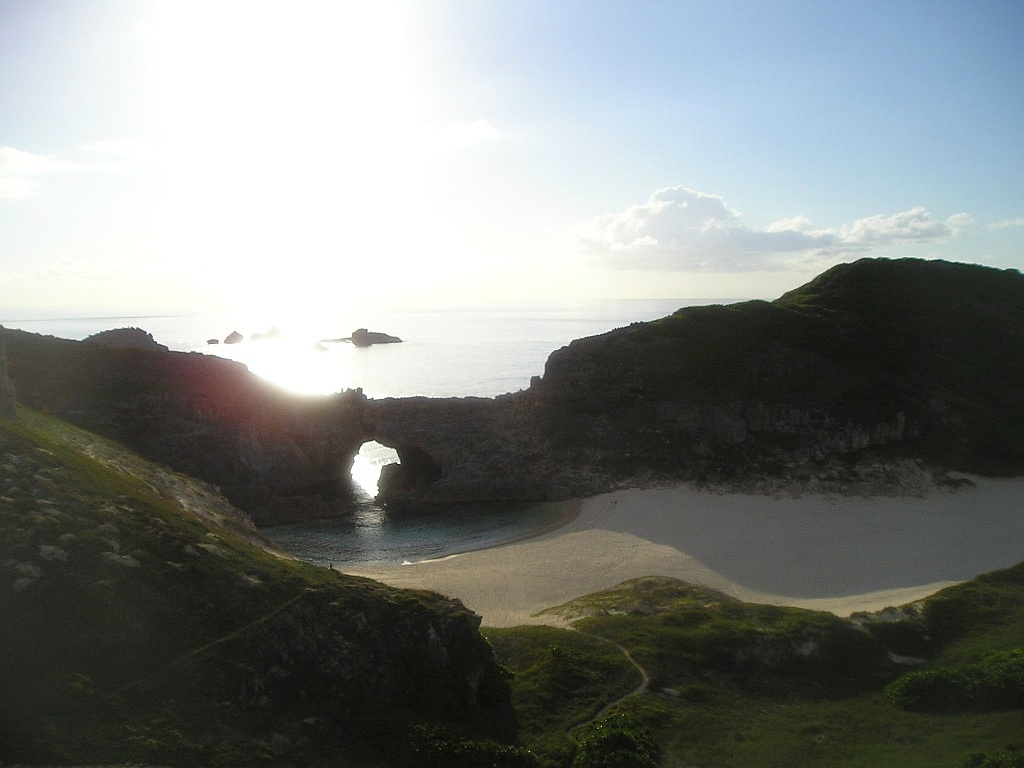
Minamidžima
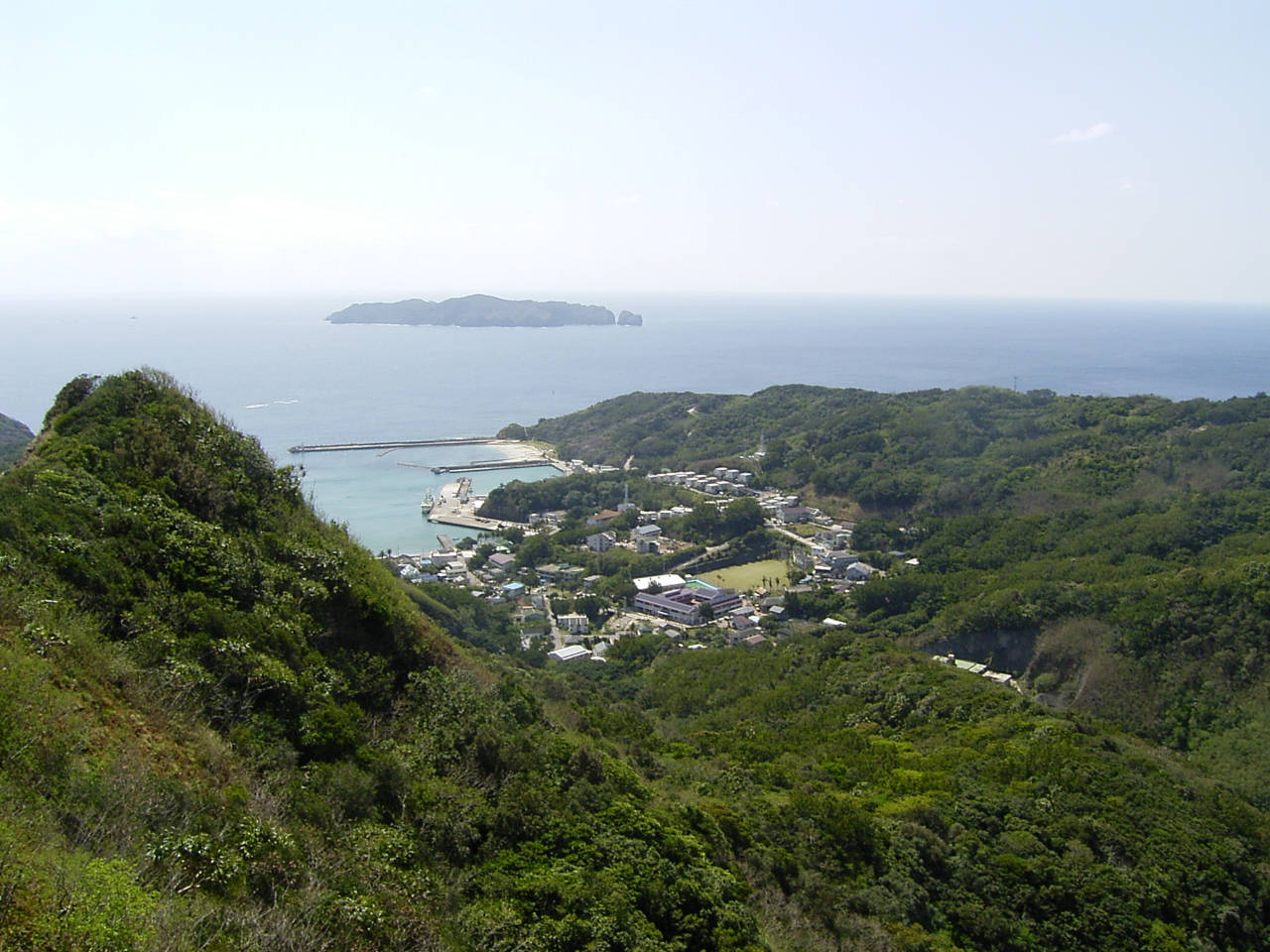
Obec Oki na Hahadžimě